# Les Dieux du jeu
Série Les Dieux du jeu
L'Arnaqueur de Hong Kong
(1994)
Série Le Chevalier du jeu
Les Dieux du jeu 2
(1990)
Pour plus de détails, voir Fiche technique et Distribution.
Les Dieux du jeu (賭神, Dou san, litt. « Le Dieu du jeu ») est une comédie dramatique d'action hongkongaise écrite et réalisée par Wong Jing et sortie en 1989 à Hong Kong.
Contrairement à ce que pourrait laisser penser le titre, Les Dieux du jeu 2 (1990) n'est pas sa suite officielle mais un film centré sur le personnage d'Andy Lau et sur celui de Stephen Chow de All for the Winner (1990). Sa vraie suite, L'Arnaqueur de Hong Kong, sort en 1994.

## Synopsis
Alors qu'il s'apprête à affronter un des plus célèbres tricheurs du milieu, Ko Chun (Chow Yun-fat), surnommé le « Dieu du jeu », est victime d'une mauvaise chute et se heurte le crâne sur un rocher. Devenu amnésique, il est recueilli par un joueur amateur (Andy Lau) qui ne tarde pas à découvrir son talent pour les cartes et décide de l'exploiter.

## Fiche technique
- Titre : Les Dieux du jeu
- Titre original : 賭神 (Dou san)
- Titre anglais : God of Gamblers
- Réalisation : Wong Jing
- Scénario : Wong Jing
- Production : Charles Heung, Jimmy Heung et Wong Jing
- Musique : Lowell Lo
- Photographie : David Chung et Peter Pau
- Montage : Choi Hung
- Pays de production :  Hong Kong
- Format : Couleurs - 1,85:1 - Mono - 35 mm
- Genre : Comédie dramatique et action
- Durée : 126 minutes
- Date de sortie :
  - Hong Kong : 14 décembre 1989
  - Taïwan : 20 janvier 1990
  - Japon : 20 octobre 1990

## Distribution
- Chow Yun-fat (VF : Bruno Dubernat) : Ko Chun
- Andy Lau (VF : Lionel Henry) : Michael Chan
- Joey Wong (VF : Déborah Perret) : Jane
- Fong Lung : Yee
- Shing Fui-on : Kau
- Charles Heung : Lung Wu / Dragon
- Man Cheung : Janet
- Ng Man-tat : Frère Shing
- Pau Hon-lam : Chan Kam-Shing
- Dennis Chan : Docteur Toneg Wong
- Michael Chow : Gérant du casino
- Michiko Nishiwaki : Miss Chi, la femme yakuza
- Wong Jing : John
- Ronald Wong : Crawl

## Autour du film
- Le spin-off parodique avec Stephen Chow dans le rôle-titre, All for the Winner, fut réalisé en 1990 par Jeffrey Lau et Corey Yuen.

## Récompenses
- Nomination au prix du meilleur acteur (Chow Yun-fat), lors des Hong Kong Film Awards 1990.